# Mallotus nepalensis
Mallotus nepalensis är en törelväxtart som beskrevs av Johannes Müller Argoviensis. Mallotus nepalensis ingår i släktet Mallotus och familjen törelväxter. Inga underarter finns listade i Catalogue of Life.